# 4-Stunden-Rennen von Spa-Francorchamps 2023

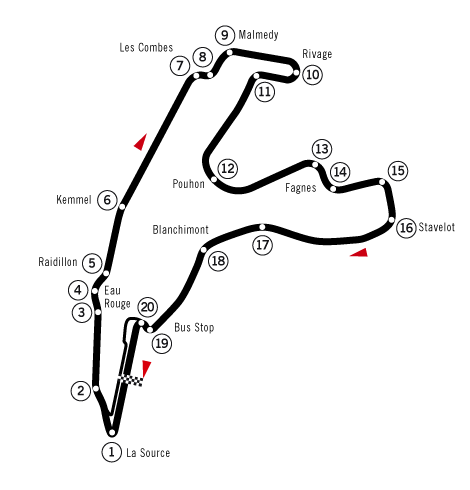
Streckenlayout des Circuit de Spa-Francorchamps

Das 4-Stunden-Rennen von Spa-Francorchamps 2023, auch 4 Hours of Spa-Francorchamps 2023, fand am 23. September auf dem Circuit de Spa-Francorchamps statt und war der vierte Wertungslauf der European Le Mans Series dieses Jahres.

## Das Rennen
Für vier LMP2-Teams endete die Aussicht auf den Gesamtsieg bereits knapp nach dem Start in der Kurve von La Source. Manuel Maldonado verpasste im Panis-Racing-Oreca 07 den Bremspunkt deutlich und schob die Typenkollegen Paul Lafargue, Marino Satō und René Binder mit sich in die Auslaufzone. Obwohl alle vier Fahrzeuge weiterfahren konnten, waren die Siegchancen dahin. Das Rennen dominierten James Allen, Alex Lynn und Kyffin Simpson im Algarve-Pro-Racing-Oreca 07, die beinahe die gesamte Fahrzeit in Führung lagen. Hinter der Algarve-Pro-Mannschaft kamen die Cool-Racing-Piloten Alexandre Coigny/Malthe Jakobsen/Nicolas Lapierre als Gesamtzweite ins Ziel.

## Ergebnisse

### Schlussklassement
| 1           | LMP2        | 25 | Algarve Pro Racing        | James Allen Alex Lynn Kyffin Simpson                 | Oreca 07                 | 88  |
| 2           | LMP2 Pro/Am | 37 | Cool Racing               | Alexandre Coigny Malthe Jakobsen Nicolas Lapierre    | Oreca 07                 | 88  |
| 3           | LMP2 Pro/Am | 34 | Racing Team Turkey        | Salih Yoluç Charlie Eastwood Louis Delétraz          | Oreca 07                 | 88  |
| 4           | LMP2 Pro/Am | 21 | United Autosports USA     | Daniel Schneider Andrew Meyrick Nelson Piquet junior | Oreca 07                 | 88  |
| 5           | LMP2 Pro/Am | 83 | AF Corse                  | François Perrodo Matthieu Vaxivière Alessio Rovera   | Oreca 07                 | 88  |
| 6           | LMP2 Pro/Am | 19 | Team Virage               | Alexander Mattschull Ian Rodríguez Tatiana Calderón  | Oreca 07                 | 88  |
| 7           | LMP2 Pro/Am | 20 | Algarve Pro Racing        | Bent Viscaal Fred Poordad Tristan Vautier            | Oreca 07                 | 88  |
| 8           | LMP2        | 65 | Panis Racing              | Tijmen van der Helm Manuel Maldonado Job van Uitert  | Oreca 07                 | 119 |
| 9           | LMP2        | 47 | Cool Racing               | Reshad de Gerus ––– Vladislav Lomko José María López | Oreca 07                 | 119 |
| 10          | LMP2 Pro/Am | 81 | DragonSpeed USA           | Henrik Hedman Juan Pablo Montoya Sebastián Montoya   | Oreca 07                 | 88  |
| 11          | LMP2 Pro/Am | 3  | DKR Engineering           | Sebastián Álvarez Nathanaël Berthon Tom Van Rompuy   | Oreca 07                 | 88  |
| 12          | LMP2        | 28 | IDEC Sport                | Paul-Loup Chatin Laurents Hörr Paul Lafargue         | Oreca 07                 | 87  |
| 13          | LMP2        | 22 | United Autosports USA     | Philip Hanson Oliver Jarvis Marino Satō              | Oreca 07                 | 86  |
| 14          | LMP3        | 17 | Cool Racing               | Alex García Adrien Chila Marcos Siebert              | Ligier JS P320           | 86  |
| 15          | LMP3        | 13 | Inter Europol Competition | Kai Askey Miguel Cristóvão Wyatt Brichacek           | Ligier JS P320           | 86  |
| 16          | LMP3        | 11 | EuroInternational         | Matthew Richard Bell Adam Ali                        | Ligier JS P320           | 86  |
| 17          | LMP3        | 5  | RLR MSport                | James Dayson Valdemar Eriksen Jack Manchester        | Ligier JS P320           | 86  |
| 18          | LMGTE       | 60 | Iron Lynx                 | Claudio Schiavoni Matteo Cressoni Matteo Cairoli     | Porsche 911 RSR-19       | 86  |
| 19          | LMP3        | 8  | Team Virage               | Nick Adcock Manuel Espírito Santo Michael Jensen     | Ligier JS P320           | 86  |
| 20          | LMP3        | 15 | RLR M Sport               | Horst Felbermayr junior Gael Julien Mateusz Kaprzyk  | Ligier JS P320           | 96  |
| 21          | LMGTE       | 50 | Formula Racing            | Conrad Laursen Johnny Laursen Nicklas Nielsen        | Ferrari 488 GTE Evo      | 86  |
| 22          | LMGTE       | 16 | Proton Competition        | Ryan Hardwick Alessio Picariello Zacharie Robichon   | Porsche 911 RSR-19       | 86  |
| 23          | LMGTE       | 51 | AF Corse                  | Kriton Lentoudis Rui Águas Ulysse de Pauw            | Ferrari 488 GTE Evo      | 86  |
| 24          | LMGTE       | 57 | Kessel Racing             | Takeshi Kimura Scott Huffaker Frederik Schandorff    | Ferrari 488 GTE Evo      | 86  |
| 25          | LMGTE       | 72 | TF Sport                  | Arnold Robin Maxime Robin Valentin Hasse-Clot        | Aston Martin Vantage AMR | 86  |
| 26          | LMGTE       | 55 | Spirit of Race            | Duncan Cameron David Perel Matt Griffin              | Ferrari 488 GTE Evo      | 86  |
| 27          | LMGTE       | 77 | Proton Competition        | Christian Ried Giammarco Levorato Julien Andlauer    | Porsche 911 RSR-19       | 86  |
| 28          | LMP2        | 30 | Duqueine Team             | Nico Pino René Binder Neel Jani                      | Oreca 07                 | 85  |
| 29          | LMGTE       | 95 | TF Sport                  | John Hartshorne Ben Tuck Jonny Adam                  | Aston Martin Vantage AMR | 85  |
| 30          | LMP3        | 4  | DKR Engineering           | Alexander Bukhantsov James Winslow Pedro Perino      | Duqueine M30 - D08       | 79  |
| 31          | LMP3        | 31 | Racing Spirit of Léman    | Jacques Wolff Antoine Doquin Jean-Ludovic Foubert    | Ligier JS P320           | 76  |
| Ausgefallen |             |    |                           |                                                      |                          |     |
| 32          | LMP3        | 35 | Graff Racing              | Éric Trouillet Jean-Baptiste Lahaye Matthieu Lahaye  | Ligier JS P320           | 83  |
| 33          | LMP2        | 43 | Inter Europol Competition | Rui Andrade Olli Caldwell Jonathan Aberdein          | Oreca 07                 | 81  |
| 34          | LMP2 Pro/Am | 24 | Nielsen Racing            | Mathias Beche Ben Hanley Rodrigo Sales               | Oreca 07                 | 75  |
| 35          | LMGTE       | 44 | GMB Motorsport            | Jens Møller Gustav Dahlmann Birch Nicki Thiim        | Aston Martin Vantage AMR | 64  |
| 36          | LMP3        | 10 | Eurointernational         | François Hériau Glenn van Berlo                      | Ligier JS P320           | 55  |
| 37          | LMGTE       | 66 | JMW Motorsport            | Martin Berry Lorcan Hanafin Jon Lancaster            | Ferrari 488 GTE Evo      | 35  |
| 38          | LMGTE       | 93 | Proton Competition        | Michael Fassbender Martin Rump Richard Lietz         | Porsche 911 RSR-19       | 34  |
| 39          | LMP3        | 7  | Nielsen Racing            | Ryan Harper-Ellam Anthony Wells                      | Ligier JS P320           | 31  |
| 40          | LMP2 Pro/Am | 99 | Proton Competition        | Gianmaria Bruni Jonas Ried Giorgio Roda              | Oreca 07                 | 30  |

### Nur in der Meldeliste
Hier finden sich Teams, Fahrer und Fahrzeuge, die ursprünglich für das Rennen gemeldet waren, aber aus den unterschiedlichsten Gründen daran nicht teilnahmen.
| Pos. | Klasse      | Nr. | Team                  | Fahrer                                   | Chassis            |
| ---- | ----------- | --- | --------------------- | ---------------------------------------- | ------------------ |
| 41   | LMP2 Pro/Am | 23  | United Autosports USA | Paul di Resta Garnet Patterson Guy Smith | Oreca 07           |
| 42   | LMP3        | 12  | WTM by Rinaldi Racing | Torsten Kratz Leonard Weiss Óscar Tunjo  | Duqueine M30 - D08 |

### Klassensieger
| Klasse      | Fahrer            | Fahrer          | Fahrer           | Fahrzeug           | Platzierung im Gesamtklassement |
| ----------- | ----------------- | --------------- | ---------------- | ------------------ | ------------------------------- |
| LMP2        | James Allen       | Alex Lynn       | Kyffin Simpson   | Oreca 07           | Gesamtsieg                      |
| LMP2 Pro/Am | Alexandre Coigny  | Malthe Jakobsen | Nicolas Lapierre | Oreca 07           | Rang 2                          |
| LMP3        | Alex García       | Adrien Chila    | Marcos Siebert   | Ligier JS P320     | Rang 14                         |
| LMGTE       | Claudio Schiavoni | Matteo Cressoni | Matteo Cairoli   | Porsche 911 RSR-19 | Rang 18                         |

### Renndaten
- Gemeldet: 42
- Gestartet: 40
- Gewertet: 31
- Rennklassen: 4
- Zuschauer: unbekannt
- Wetter am Renntag: warm und trocken
- Streckenlänge: 7,004 km
- Fahrzeit des Siegerteams: 4:00:13,458 Stunden
- Gesamtrunden des Siegerteams: 88
- Gesamtdistanz des Siegerteams: 616,352 km
- Siegerschnitt: 153,940 km/h
- Pole Position: Alex Lynn – Oreca 07 (#25) – 2:03,564 = 204,100 km/h
- Schnellste Rennrunde: Nicolas Lapierre – Oreca 07 (#37) – 2:06,042 = 200,000 km/h
- Rennserie: 4. Lauf zur European Le Mans Series 2023